# Helena Vooková
Helena Vooková (* 5. května 1953) byla slovenská a československá politička Komunistické strany Slovenska a poslankyně Sněmovny lidu Federálního shromáždění za normalizace.

## Biografie
K roku 1981 se profesně uvádí jako mistrová odborného učiliště.
Ve volbách roku 1981 zasedla do Sněmovny lidu (volební obvod č. 198 - Svidník, Východoslovenský kraj). Ve Federálním shromáždění setrvala do konce funkčního období, tedy do voleb roku 1986.